# Ebernoe
Ebernoe är en civil parish i Storbritannien.   Den ligger i grevskapet West Sussex och riksdelen England, i den södra delen av landet, 60 km sydväst om huvudstaden London. Antalet invånare är 213. Arean är 12,4 kvadratkilometer.
Terrängen i Ebernoe är platt.